# Le Paradis du Mexicain
Pour plus de détails, voir Fiche technique et Distribution.
Le Paradis du Mexicain (Greaser's Palace) est un western psychédélique américain réalisé par  Robert Downey Sr. et sorti en 1972.
Parabole inspirée par la vie de Jésus dans le Nouveau Testament, le film met en scène Allan Arbus dans le rôle de Jesse, un homme amnésique qui guérit les malades, ressuscite les morts et fait des claquettes sur l'eau durant la conquête de l'Ouest.

## Synopsis
Jesse (Allan Arbus) arrive en parapente dans une ville de l'Ouest américain dirigée par un propriétaire de saloon nommé Seaweedhead Greaser (Albert Henderson), un tyran qui perçoit les impôts de la ville tout en gardant sa mère et son groupe de mariachis préféré en cage, et qui souffre de constipation chronique. Jesse est amnésique et ne se souvient de rien, si ce n'est qu'il est anticipé par l'agent artistique Morris, qui dit aux gens qu'il est en route pour Jérusalem, où il deviendra chanteur, danseur et acteur. Greaser assassine son fils, Lamy Homo Greaser (Michael Sullivan), parce qu'il est homosexuel, et Jesse ressuscite le mort.
Le saloon de Greaser perd de l'argent en raison de la baisse de popularité des spectacles de sa fille Cholera (Luana Anders), et il engage donc Jesse pour chanter et danser au saloon. Jesse termine son numéro en saignant des mains commé des stigmates, ce que le public adore, mais que l'agent artistique désapprouve. Jesse entame une relation avec une femme (Elsie Downey) qui finit par le crucifier pour qu'il puisse ressusciter son fils (Robert Downey Jr.), tué par des Amérindiens.

## Fiche technique
- Titre français : Le Paradis du Mexicain[2]
- Titre original : Greaser's Palace[3]
- Réalisation : Robert Downey Sr.
- Scénario : Robert Downey Sr.
- Photographie : Peter Powell (it)
- Montage : Bud S. Smith
- Musique : Jack Nitzsche
- Décors : David Forman
- Production : Cyma Rubin
- Studio de production : Greaser's Palace Ltd.
- Pays de production :  États-Unis
- Langue originale : anglais américain
- Format : couleurs par Eastmancolor - 1,85:1 - Son mono - 35 mm
- Genre : western psychédélique
- Durée : 91 minutes
- Dates de sortie :
  - États-Unis : 31 juillet 1972 (New York)
  - France : 8 novembre 1973[2]

## Distribution
- Albert Henderson : Seaweedhead Greaser
- Luana Anders : Cholera Greaser
- James Antonio : Vernon
- Allan Arbus : Jesse
- Toni Basil : l'indienne
- Don Calfa : Morris
- Woodrow Chambliss : le curé
- Pablo Ferro  : l'indien
- Stanley Gottlieb : Spitunia
- Joe Madden : l'homme au tableau
- George Morgan : Coo Coo
- Ron Nealy : Card Man / le fantôme
- Michael Sullivan : Lamy Greaser, dit « Homo »
- Hervé Villechaize : M. Spitunia
- Lawrence Wolf : le curé français
- Elsie Downey : la femme
- Jackson Haynes : Rope Man
- Alex Hitchcock : la religieuse
- John Paul Hudson : Smiley
- Larry Moyer : Captain Good
- Don Smolen : Gip
- Rex King : Turquoise Skies